# Beatrice Hastings

Amedeo Modigliani: Porträt von Beatrice Hastings, Öl auf Leinwand, 1916

Beatrice Hastings (* 12. Mai 1879 in London; † 30. Oktober 1943 in Worthing; eigentlich Emily Alice Haigh) war eine britische Dichterin, Journalistin und Kunstkritikerin.

## Leben
Beatrice Hastings war die Tochter des Landgroßbesitzers William Haigh und wuchs in Südafrika auf. 1896 besuchte sie drei Jahre lang das Queen’s College in Oxford, um Literatur zu studieren.
Später wurde Hastings vor allem durch ihre zahlreichen Kurzgeschichten bekannt und prägte mit ihrer Freundin Katherine Mansfield zu Beginn des 20. Jahrhunderts eine neue Form des „essay writing“. Mit Alfred Richard Orage (1873–1934), Herausgeber der englischen Zeitung The New Age, führte sie eine langjährige Liebesbeziehung.
Vor Beginn des Ersten Weltkriegs reiste Hastings nach Frankreich, wo sie als Kolumnistin von The New Age über das Gesellschaftsleben in Paris schrieb. Durch ihren Freund und Künstler Max Jacob wurde Hastings in den Pariser Bohème-Zirkel aufgenommen und lebte im Künstlerviertel Montparnasse. Im Juni 1914 lernte sie den italienischen Maler und Bildhauer Amedeo Modigliani (1884–1920) kennen, mit dem sie über zwei Jahre eine Liebesbeziehung verband. Sie saß ihm Modell zu mehreren Bildern, von denen vierzehn Porträts und Akte bis heute erhalten geblieben sind. Während der turbulenten Beziehung mit ihr verstärkte sich Modiglianis exzessives Leben. Sein Konsum von Alkohol und Opium, den er mit seinen Freunden Maurice Utrillo und Chaim Soutine teilte, wurde in der Presse zum Thema. 1916 trennte sich Modigliani von ihr, um mit der jungen Kunststudentin Jeanne Hébuterne (1898–1920) zusammenzuleben. Kurz darauf ging Beatrice Hastings eine stürmische Beziehung mit Raymond Radiguet (1903–1923) ein.
Am 30. September 1943 beging Beatrice Hastings Selbstmord, nachdem Ärzte bei ihr Krebs festgestellt hatten, und wurde auf dem Friedhof von Worthing, West Sussex, bestattet.

## Porträts (Auswahl)

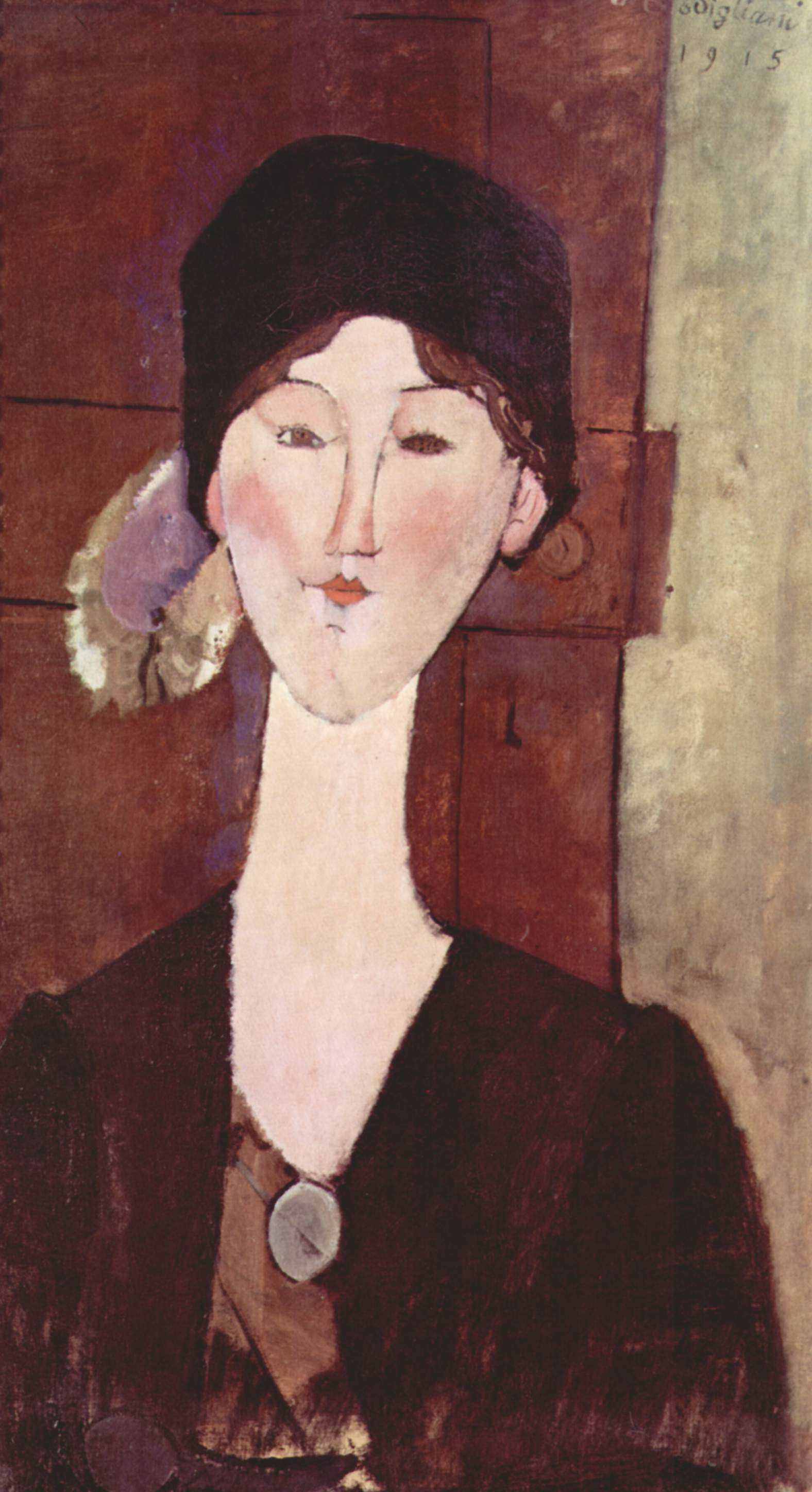
Modigliani: Porträt der Beatrice Hastings vor einer Tür, Öl auf Leinwand (1915)
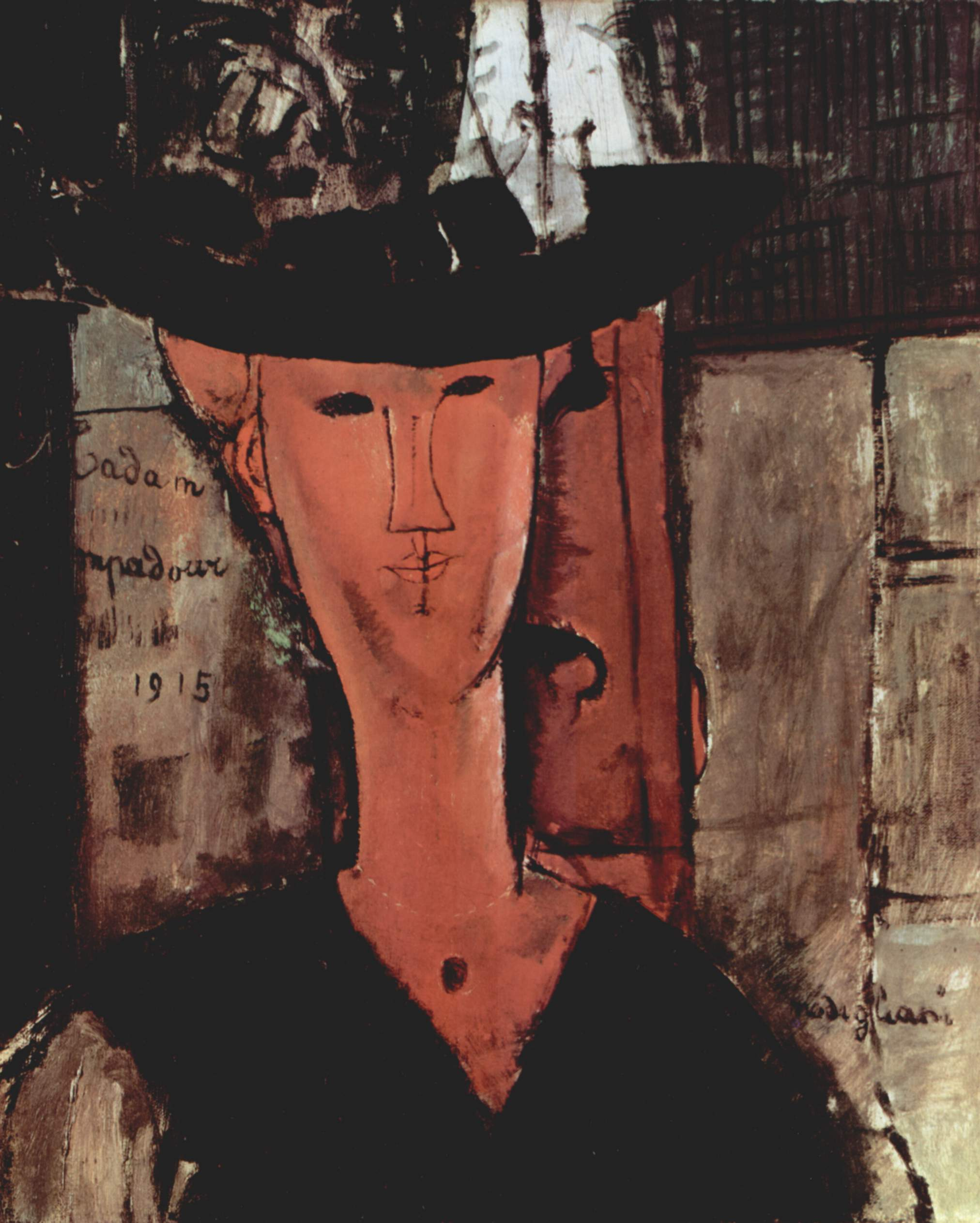
Dame mit Hut, Öl auf Leinwand (1915)
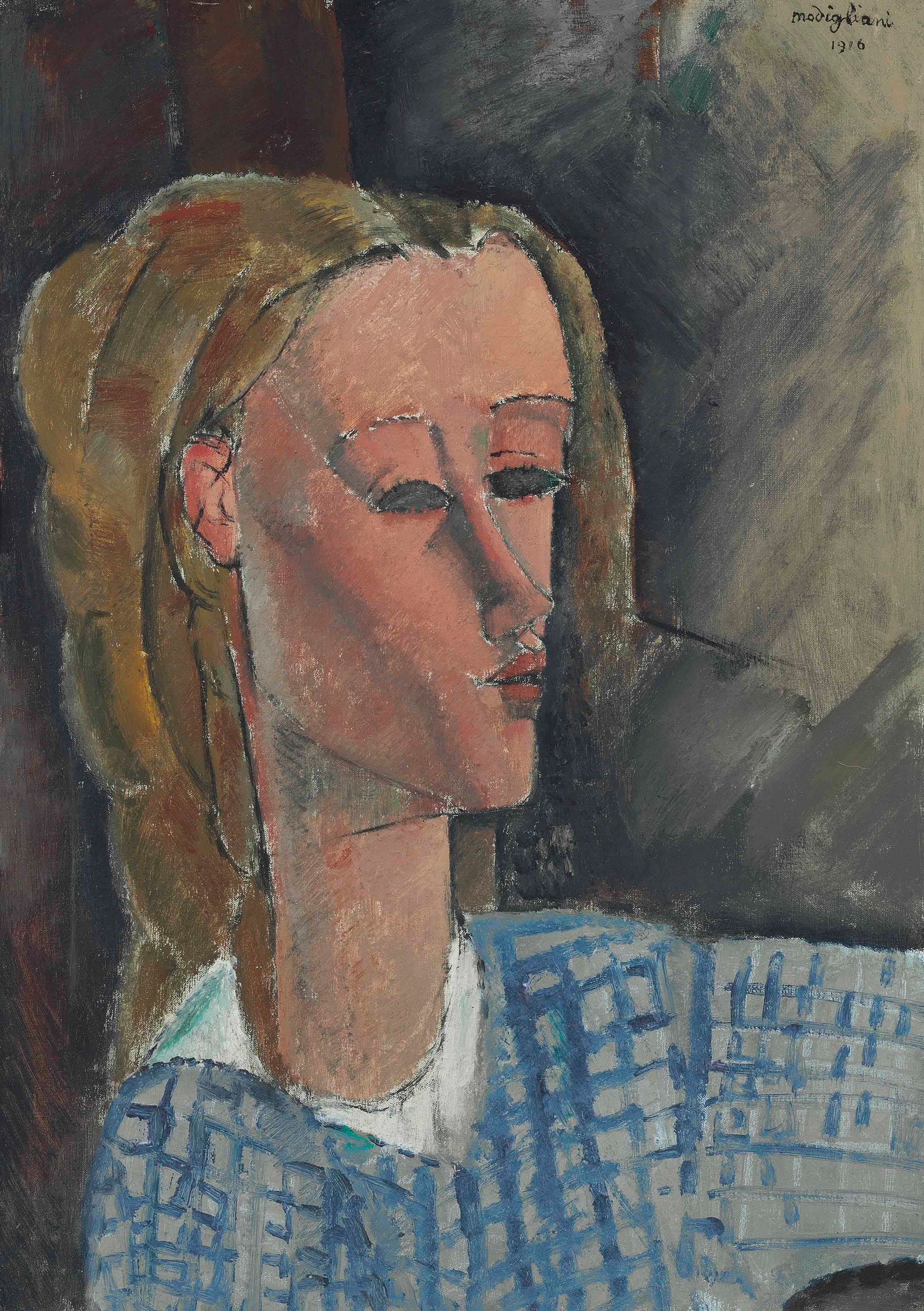
Porträt von Beatrice Hastings, Öl auf Leinwand (1916)